# ياسنا توشكوفيتش
ياسنا توشكوفيتش مواليد 16 مارس 1989 في بودغوريتسا، جمهورية يوغوسلافيا الاشتراكية الاتحادية، هي لاعبة كرة يد مونتينيغرية. مثلت منتخب الجبل الأسود لكرة اليد للسيدات. حققت المركز الأول في بطولة أوروبا لكرة اليد للسيدات 2012.

## سجل المنافسة
شاركت في البطولات التالية:
- بطولة العالم لكرة اليد للسيدات 2011
- بطولة أوروبا لكرة اليد للسيدات 2012

## الميداليات
| الميدالية | المسابقة                            |
| --------- | ----------------------------------- |
| ذهبية     | بطولة أوروبا لكرة اليد للسيدات 2012 |

## روابط خارجية
- ياسنا توشكوفيتش على موقع الاتحاد الأوروبي لكرة اليد (الإنجليزية)
- ياسنا توشكوفيتش على موقع أوليمبيديا (الإنجليزية)